# Kulisse (Bühne)
Kulissen (von französisch coulisse) waren ursprünglich die Gleitbahnen, in denen die Schiebewände, respektive die Teile der Dekoration bei Theateraufführungen oder Filmaufnahmen verschoben wurden. Heute wird der Ausdruck Kulisse für die Schiebewand verwendet, für Gleitbahn wird im Französischen auch der Begriff glissière verwendet. In historischen Bühnenbildern waren das meist parallel zur Rampe stehende, mit bemaltem Stoff oder Papier bespannte Holzrahmen. Bühnenbilder moderner Theater bestehen aus vielfältigen Objekten und Materialien, die meist nicht Kulissen genannt werden.

## Historische Bedeutung
Im Barock entstand die „Guckkastenbühne“ mit Vorbühne, einem durch den Bühnenvorhang verschließbaren Proszenium und einer tiefen Hauptbühne, die durch einschiebbare, in der Tiefe gestaffelte und perspektivisch bemalte Kulissen und den ebenfalls bemalten Prospekt (Bühnenhintergrund) wechselnde Szenen mit (durch Malerei verstärkter) illusionistischer, stark räumlicher Wirkung ermöglichte. Die Bühnenmaschinerie mit ihren Seilzügen erlaubte einen sekundenschnellen Wechsel der Kulissen („offene Verwandlung“) und die Erzielung dramatischer Effekte.
Als ihr Erfinder gilt Giovanni Battista Aleotti, der sie wahrscheinlich für sein 1618/19 erbautes Teatro Farnese in Parma entwickelt hatte.
Kulissen unterstrichen in traditionellen Theatern die Handlung durch einen künstlichen, meist modellhaften Hintergrund, die dem Ort der Handlung entsprach. Sie konnten auch bestimmte Symboliken transportieren, z. B. eine Farbsymbolik. Kulissen konnten sogar ganze Gebäudefassaden oder Straßenzüge (Lindenstraße bei GFF Köln) sein.
Im Theater wurden Kulissen von den Werkstätten nach den Entwürfen des Bühnenbildners hergestellt, beim Film von der Baubühne nach Angaben des Szenenbildners. Bei Szenenwechseln wurden die Kulissen meist hinter geschlossenem Vorhang umgebaut. Requisiten (Einzelgegenstände) sowie Spezialeffekte ergänzten die Kulissen.

## Abgeleitete Bedeutungen
Mit der Bezeichnung „Kulisse“ kann auch allgemein ein Hintergrund gemeint sein, eine weitere Begriffsbedeutung ist die Geräuschkulisse. Der Begriff hinter den Kulissen beschreibt im übertragenen Sinne etwas, das der Öffentlichkeit verborgen ist.